# 原臺南師範學校本館
原臺南師範學校本館，位於臺南市中西區，該建築在日治時期為臺灣總督府臺南師範學校，現在則是國立臺南大學的行政與教育大樓，為台南市市定古蹟。

## 沿革

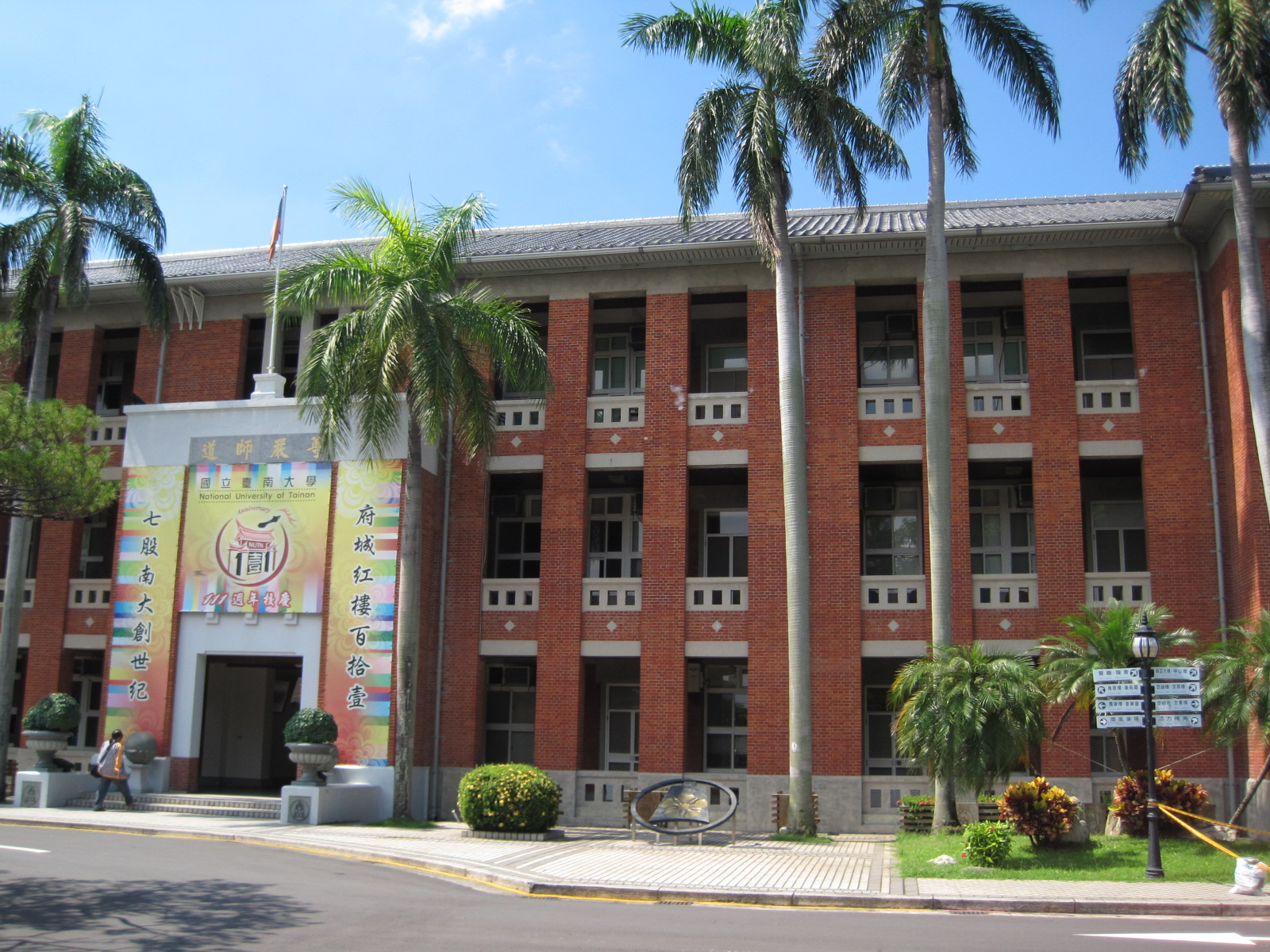
原臺南師範學校本館北側入口。

在臺灣日治時期的明治三十二年（1899年），臺南師範學院設於臺南三山國王廟內，後來因故停辦。到了大正七年（1918年）時設臺灣總督府國語學校臺南分校，並移到赤崁樓及其內部的陸軍衛戍病院的臨時校舍上課，且於該年8月舉行開校式。隔年因「臺灣教育令」的實施，該校改為「臺灣總督府臺南師範學校」，增設預科且遷徙到桶盤淺新址，而校舍本館則於大正十一年（1922年）完工。
二次大戰時的昭和二十年（1945年），該建築遭砲彈擊中，屋頂幾乎全毀，到民國三十六年（1947年）才進行修建。該校戰後經過數次改制，民國七十六年（1987年）7月1日改制為「臺灣省立臺南師範學院」，精省後改為「國立臺南師範學院」，民國九十三年（2004）8月1日後則升格為「國立臺南大學」。

## 建築特色

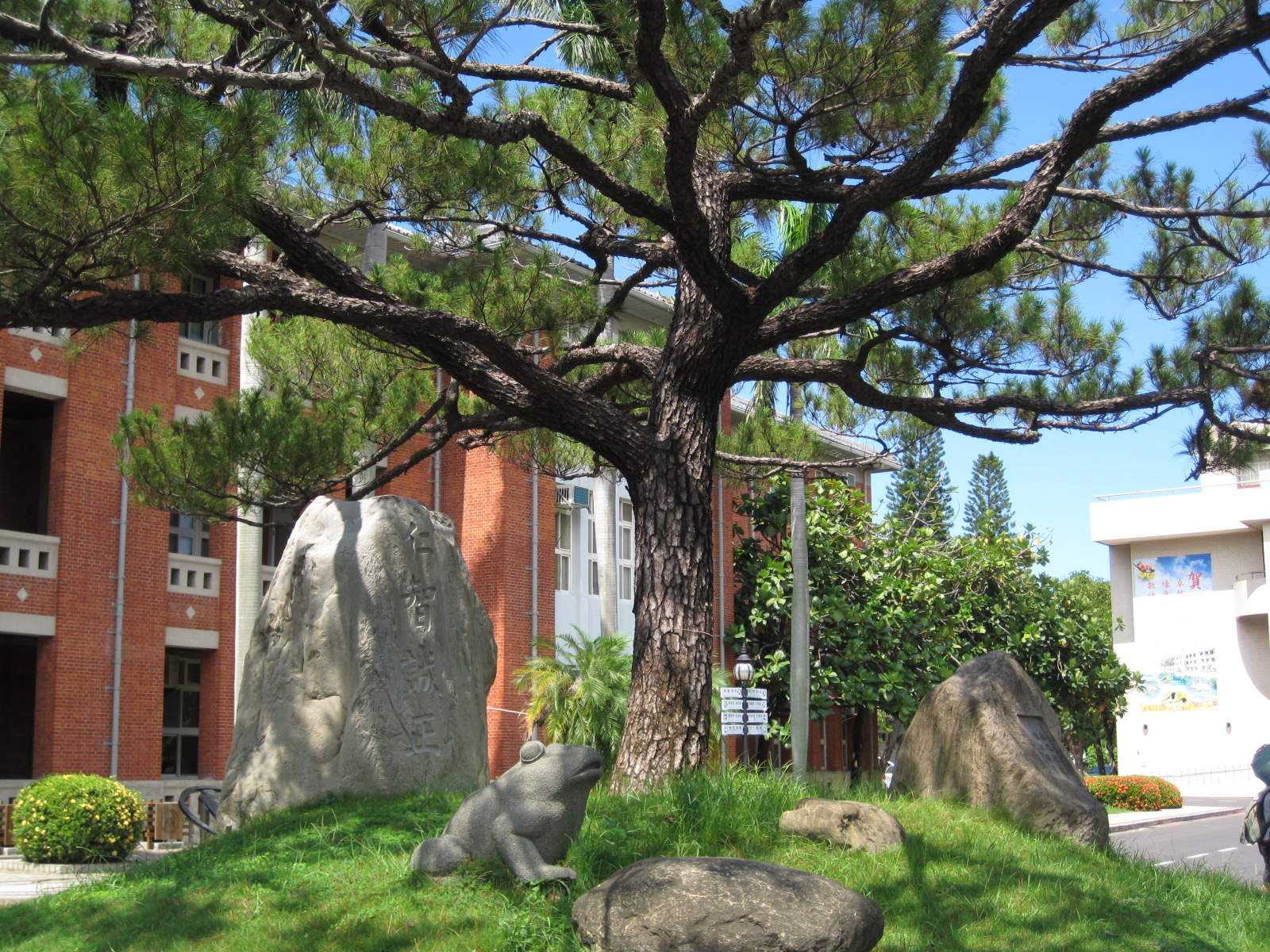
原臺南師範學校本館前的松樹。

該建築的空間接近雙十形，其正中央於北面入口處略為突出，而形成類似門廊的空間。屋身以紅磚為主要建材，為「紅樓」之名的由來，屋頂則為黑瓦，不過在民國六十二年（1973年）整修時一度改成琉璃瓦，且在屋脊上置有仙人走獸，宛如廟宇一般，故遭到師生反對而取走仙人走獸，近年則又將屋頂換回黑瓦。
該建築外觀相當樸素，只在北面兩短翼及中央突出部分有應用垂直線條做裝飾，並在屋簷下以一條白色橫飾帶環繞之。

## 其他
在該建築前方有一棵琉球松，是在1923年由日本皇太子裕仁在臺灣行啟時所種，為該校精神象徵。另外樹旁的石蛙是該校日本校友提議，臺灣校友捐贈，是因為「蛙」（蛙；かえる）與「歸來」（帰る；かえる）在日文中為諧音詞而能象徵「勿忘母校」之意所設。

## 外部連結
- 文化部文化資產局 ——原臺南師範學校本館 （页面存档备份，存于）
- 臺灣大百科——原臺南師範學校本館 （页面存档备份，存于）